# Waldenstein
Waldenstein je obec v Rakousku ve spolkové zemi Dolní Rakousy v okrese Gmünd. Žije v ní 1216 obyvatel (podle sčítání z roku 2016).

## Poloha
Waldenstein leží na severozápadě spolkové země Dolní Rakousy v regionu Waldviertel. Jeho rozloha činí 22,72 km², z nichž 25,67% je zalesněných.

### Členění
Území obce Waldenstein se skládá ze sedmi částí (v závorce uveden počet obyvatel k 1.1.2015):
- Albrechts (338)
- Groß-Höbarten (140)
- Groß-Neusiedl (123)
- Grünbach (92)
- Klein-Ruprechts (108)
- Waldenstein (363)
- Zehenthöf (33)

## Historie
Již ve 12. století stálo na místě dnešní obce malé šlechtické sídlo. Samotné obce Waldenstein a Groß Höbarten vznikly až v roce 1850. Roku 1968 se k nim připojily Albrechts, Groß Neusiedl, Klein Ruprechts, Grünbach a Zehenthöf.
Roku 1883 se z Waldensteinu stalo mariánské poutní místo. Na hlavním oltáři v poutním kostele sv. Michaela se nachází 2,45 m vysoká socha Panny Marie, která drží malého Ježíška se zaseknutou sekyrou v rameni.

## Správa
Starosta obce Waldenstein je Alois Strondl. Devatenáctičlenné zastupitelstvo tvoří 17 členů strany ÖVP, 1 člen strany SPÖ a 1 člen strany BGL.

## Galerie

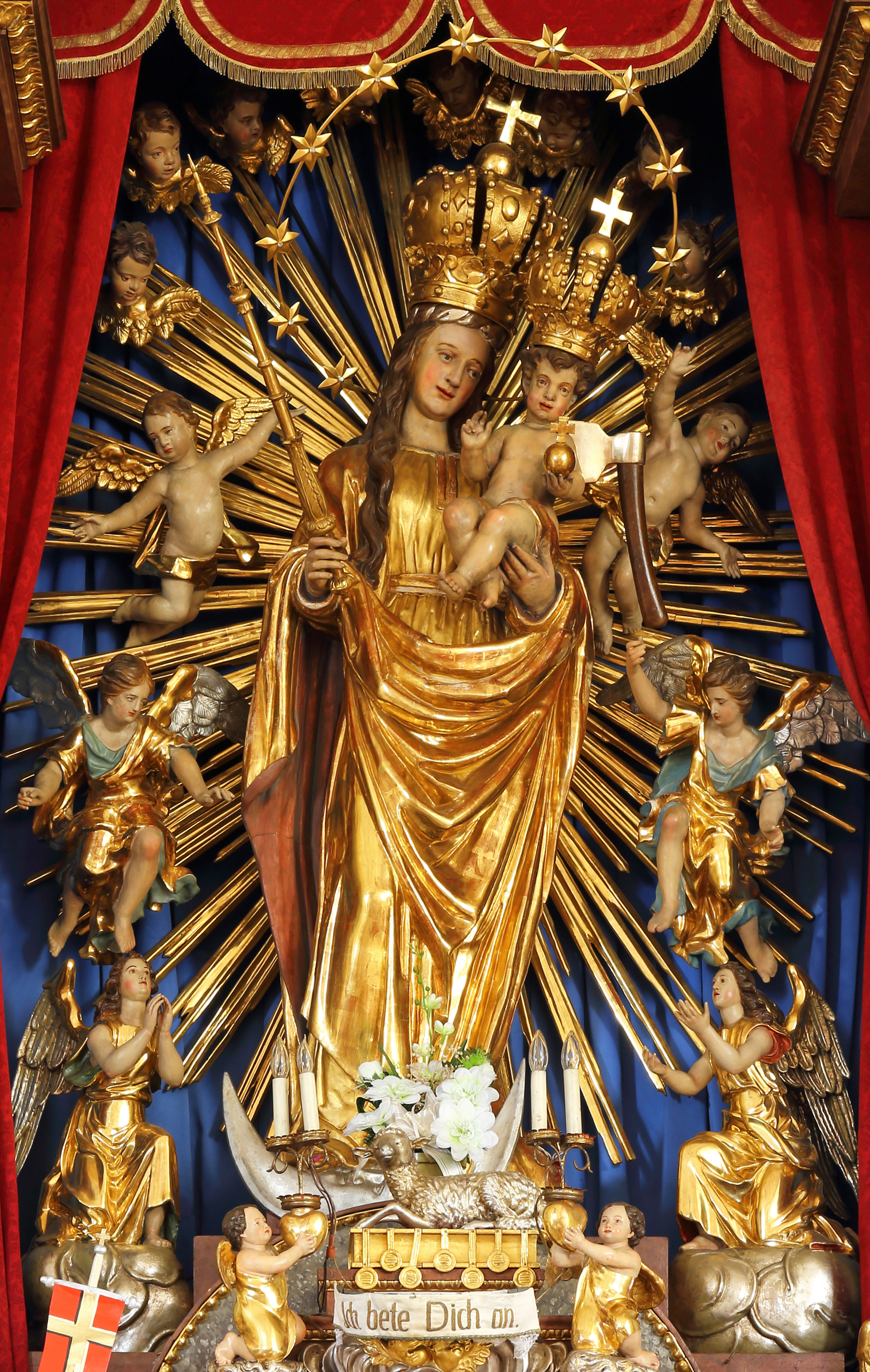
Socha Panny Marie s Ježíškem, který má zaseknutou sekyru v rameni v poutním kostele sv. Michaela
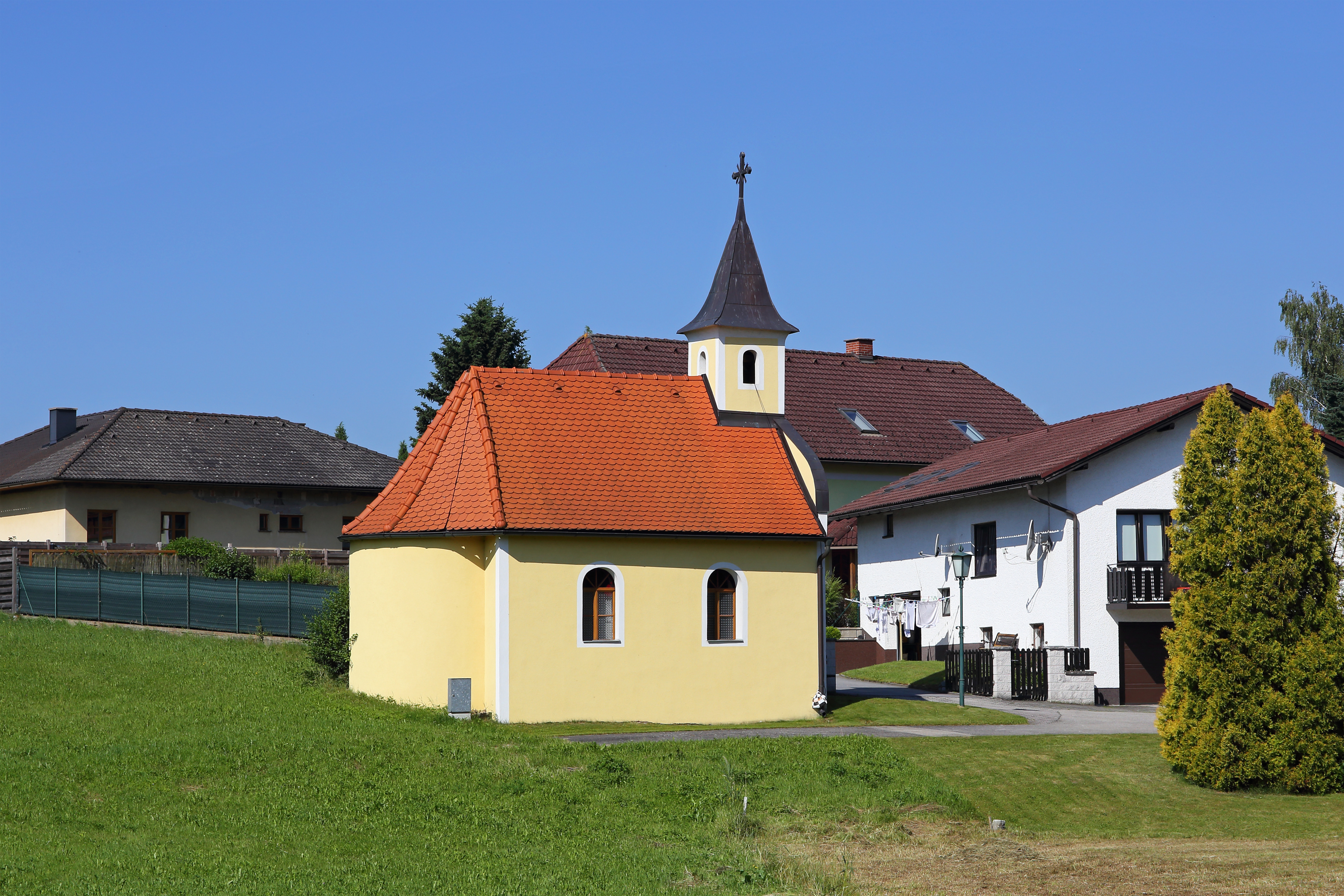
Kaplička v Groß Höbarten